# 神峪回族乡
神峪回族乡是中华人民共和国甘肃省平凉市华亭市下辖的一个民族乡。

## 行政区划
神峪回族乡下辖以下村级行政区划单位：
神峪社区、九一沟村、寇家河村、吉家河村、南梁村、袁庄村、草窝村、下关村、新寨塬村、张家磨村和西沟门村。